# 斯卡斯努頓峰
72°32′S 0°22′E / 72.533°S 0.367°E
斯卡斯努頓峰是南極洲的山峰，位於東部南極洲的毛德皇后地，屬於斯維爾德魯普山脈的一部分，該山峰由德國的探險隊發現。